# 전주만성초등학교
전주만성초등학교는 대한민국 전북특별자치도 전주시 덕진구 중동에 있는 공립 초등학교이다.
학교가 예쁘다

## 학교 연혁
- 1956년 1월 5일 완주군 조촌국민학교 만성분교 인가
- 1959년 3월 5일 만성국민학교 승격 인가
- 1996년 3월 1일 전주만성초등학교 개명
- 2014년 3월 3일 전북혁신도시(현 위치)로 신축 이전
- 2019년 9월 1일 제21대 김춘득 교장 부임
- 2021년 1월 14일 제61회 196명 졸업 (총 4,069명)
- 2021년 3월 1일 초등 49학급, 유치원 휴원
- 2023년 12월 29일 제64회 223명 졸업 (총 4,710명)
- 2024년 3월 1일 초등 54학급 (특수 2학급 별도)

## 참고 자료
- 전주만성초등학교 - 한국교육학술정보원 학교알리미